# Chusquea annagardneriae
Chusquea annagardneriae är en gräsart som beskrevs av L.G.Clark, C.D.Tyrrell, Triplett och A.E.Fisher. Chusquea annagardneriae ingår i släktet Chusquea och familjen gräs. Inga underarter finns listade i Catalogue of Life.